# ألين بوكورويو
ألين بوكورويو (بالرومانية: Alin Bucuroiu)‏ (4 يوليو 1991 برمينكو فيلتشا في رومانيا - ) هو لاعب كرة قدم روماني في مركز حراسة المرمى. لعب مع نادي ألساندريا ونادي أودينيزي ونادي سيينا وCS Otopeni ‏ وداسيا يونييرا برايلا.

## روابط خارجية
- ألين بوكورويو على موقع Soccerway.com (الإنجليزية)